# 폴란드 분할
폴란드 분할(폴란드어: Rozbiory Polski)은 18세기에 폴란드-리투아니아 공화국의 영토가 세 차례에 걸쳐 프로이센 왕국, 러시아 제국, 오스트리아(합스부르크 군주국)의 세 주변국에 의해 분할되어 최종적으로 모든 영토를 상실하고 멸망한 사건이다. 이후 빈 회의에서 네 번째 분할도 이루어졌다.

## 개요
브란덴부르크-프로이센, 러시아 제국, 오스트리아(합스부르크 군주국)에 의한 폴란드-리투아니아의 영토 분할은 다음 세 차례에 걸쳐서 이루어졌다.
- 1772년 8월 5일
- 1793년 1월 23일
- 1795년 10월 24일

나폴레옹 전쟁 이후 나폴레옹 보나파르트는 폴란드-리투아니아 공화국의 폴란드 왕국 지역을 바르샤바 공국으로 부활시켰다. 그러나 나폴레옹 전쟁은 나폴레옹의 패배로 끝났고 빈 회의의 결과로 폴란드는 다시 분할되었다. 분할에 참여한 국가는 각각 병합한 영토를(적어도 표면적으로는) 어느 정도의 자치권을 갖는 다음의 세 국가로 만들었다.
- 포즈난 대공국(프로이센 왕국령)
- 크라쿠프 자유시 (오스트리아 제국령)
- 폴란드 입헌왕국 (러시아 제국령)

세 국가 모두 폴란드 문화와 폴란드인의 권리를 존중하여 폴란드어의 자유로운 사용이 보장되었다. 그러나 이내 약속은 파기되었고 영토는 다시 병합되었다.

## 배경

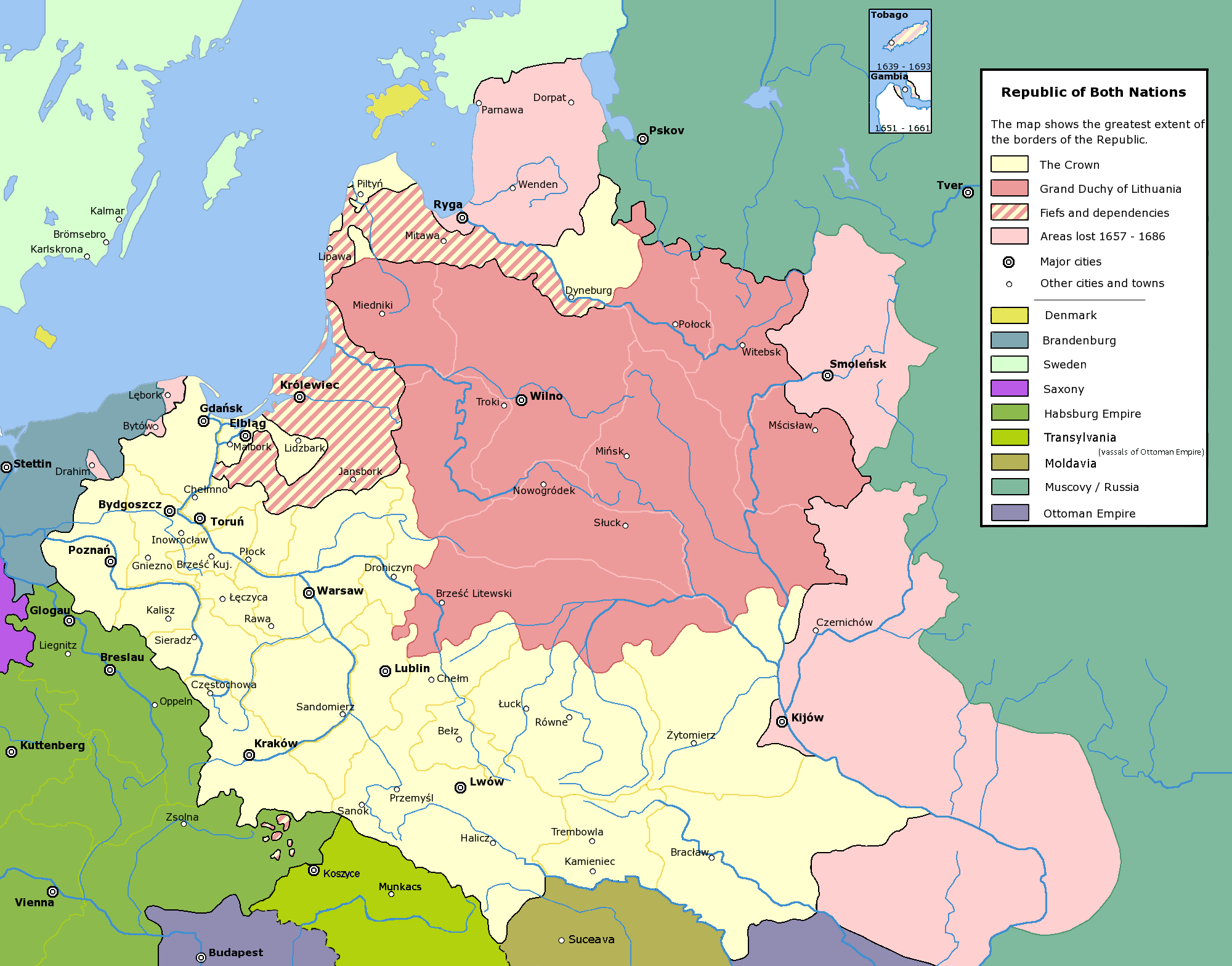
폴란드 분할 이전의 폴란드-리투아니아 공화국

폴란드-리투아니아 공화국(이하 폴란드)은 야기에우워 왕조(1386-1572년)의 단절 이후, 자유 국왕 선거를 시행하였으나 외국의 간섭과 귀족 간의 잦은 다툼으로 국력이 약화되었다. 17세기 중엽에는 대홍수로 인해 스웨덴에게 분할 위협을 받았다. 또 이와 별도로 러시아가 러시아-폴란드 전쟁을 일으켜 카자크 수장국의 동쪽 절반을 분할하였고, 1686년 좌안 우크라이나는 영원 평화 조약 체결로 러시아에 할양되었다.
18세기에 들어서면서 폴란드는 대북방 전쟁에 휘말렸고 스웨덴의 칼 12세에 의해 친스웨덴파인 스타니스와프 레슈친스키(스타니스와프 1세)가 왕위에 올랐다. 이 괴뢰 정권은 러시아가 무너뜨렸다. 이후 폴란드는 러시아 제국의 영향력 하에 놓이게 되었다. 게다가 폴란드 왕위 계승 전쟁이 벌어지면서 폴란드는 인근 열강들의 간섭도 받게 되었다.

## 제1차 분할
제1차 폴란드 분할(폴란드어: I Rozbiory Polski)은 1772년 러시아 제국의 예카테리나 2세는 아우구스트 3세가 사망한 1763년 경부터 친러파 귀족이자 전 애인인 스타니스와프 아우구스트 포니아토프스키(스타니스와프 2세)를 왕위에 올리는 등 폴란드의 내정에 간섭하여 폴란드 전체를 차지하고자 했다. 한편 프로이센의 프리드리히 2세는 러시아의 강대화를 경계하여 오스트리아의 신성 로마 황제 요제프 2세에게 폴란드 분할을 제의했다. 그런데 폴란드에서 부흥을 향한 개혁의 조짐이 나타났고, 이에 예카테리나 2세는 불안을 느껴 프로이센과 오스트리아의 제안에 응하게 되었다.
결국 1772년 8월 5일, 제1차 폴란드 분할에 따라 러시아는 폴란드의 벨라루스 지방을 차지하였고, 프로이센은 대폴란드 북부 지방을 얻었으며, 오스트리아는 소폴란드와 서부 포딜리야, 갈리치아를 차지하였다. 폴란드는 1차 분할로 인하여 국토와 인구를 1/3가량 잃었다. 폴란드는 이웃 열강에 저항할만한 군사력을 갖추지 못했고 세 나라의 군대는 빠르게 점령에 성공했기 때문에, 폴란드 국회는 1773년 분할을 승인할 수 밖에 없었다.
분할 이후 스타니스와프 2세는 예카테리나 2세의 뜻에 반하여 폴란드 왕국의 부흥을 지향하였다. 이에 1791년 민주화 세력을 규합하여 유럽 최초의 성문 헌법인 5월 3일 헌법을 제정하였고, 폴란드는 세습군주제 국가이자 세계 최초의 입헌군주제 국가가 되었다.

### 배경
17세기 후반부터 18세기까지 폴란드-리투아니아 공화국은 유럽 유수의 강대국에서 러시아의 보호국으로 전락했다. 이는 러시아 황제가 적극적이고 효과적으로 폴란드 국왕 자유 선거와 세임(의회)에 개입하고 있었기 때문이다. 예를 들어 1767년에 열린 세임은 러시아 대사 니콜라이 렙닌에게 완전히 장악당했기 때문에 후에 렙닌 세임으로 불리게 된다.

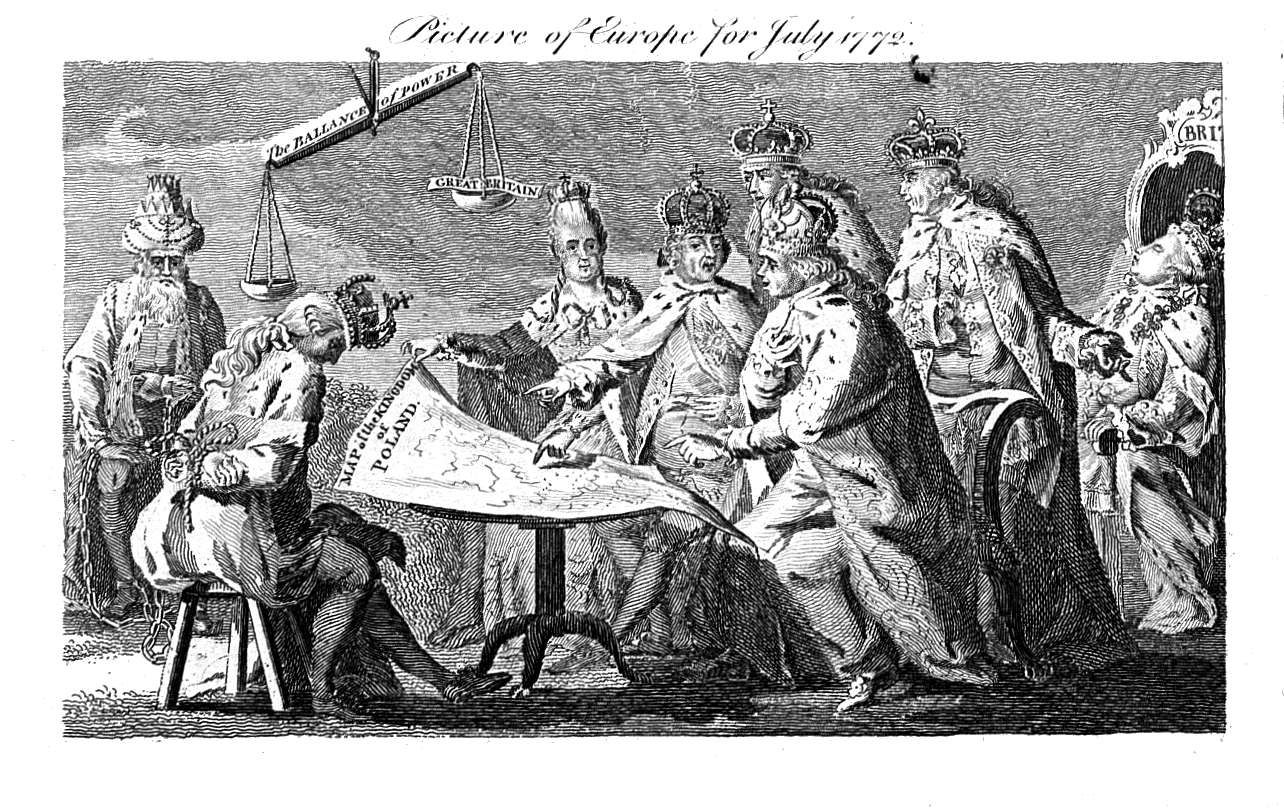
1772년 7월 유럽 그림(영국의 풍자화)

제1차 폴란드 분할은 러시아의 성장에 대한 주변 국가의 세력 균형책이었다. 러시아-튀르크 전쟁에서 오스만 제국을 압도한 러시아는 몰다비아와 왈라키아를 노리고 있던 합스부르크 제국에게 위협이 되었다. 합스부르크 제국은 전쟁에 개입해서 러시아와 싸우는 방안까지 검토했다.
이에 두 나라 모두와 우호적인 관계를 맺고 있던 프랑스가 개입하여 영토 보상을 통한 해결을 제안했다. 즉, 합스부르크 제국은 슐레지엔 전쟁에서 프로이센에게 빼앗긴 슐레지엔의 일부를 되찾으며 그 대가로 프로이센은 폴란드에서 바르미아, 나아가 독일계 주민이 많은 쿠를란트-젬갈렌 공국까지 얻어낸다는 것이다.
프로이센 국왕 프리드리히 2세는 어렵게 얻은 슐레지엔을 돌려줄 생각은 없었지만, 평화적 해결 방안에는 관심을 보였다. 만약 러시아와 합스부르크 제국 간에 전쟁이 일어난다면 프로이센도 러시아-프로이센 동맹에 따라 전쟁에 휘말리게 된다. 이는 7년 전쟁으로 인해 재정적·군사적으로 피폐했던 당시 프로이센에게는 감당할 수 없는 것이었다. 그리고 프리드리히 2세는 러시아와 동맹을 맺기는 했지만, 러시아가 지나치게 강해지는 것도 오스만 제국이 약해져 힘의 균형이 무너지는 것도 바라지 않았다.
1770년과 1771년에 걸친 겨울, 프로이센 왕제 하인리히가 프로이센 대표로 러시아의 수도인 상트페테르부르크에 머물고 있었다. 직전인 1769년에 합스부르크 제국은 15세기 루보브냐 조약에 따라 폴란드가 관리하던 스피슈 군의 13개 시를 병합했다. 그러므로 러시아 황제 예카테리나 2세와 그 고문 이반 체르니쇼프는 하인리히에게 프로이센도 바르미아 등의 폴란드 영토를 얻어낼 것을 제안했다. 이 소식을 접한 프리드리히 2세는 합스부르크 제국, 프로이센, 러시아 세 나라가 폴란드 국경 지대를 일제히 병합할 것을 제의했다.
그는 가장 세력이 약해진 합스부르크 제국이 가장 큰 몫을 받아야 한다고 주장했고, 또한 러시아에도 영토 확장의 화살을 오스만 제국에서 폴란드로 돌리도록 했다. 합스부르크 제국의 벤첼 안톤 폰 카우니츠는 (원래 러시아와 오스트리아 사이의 문제와는 무관할) 프로이센이 폴란드 영토를 획득한다면 그 대신 슐레지엔을 합스부르크 제국에 반환해야 한다고 주장했지만, 예상대로 프리드리히 2세는 거절했다.
침묵의 세임 이후 러시아는 폴란드를 보호국으로 간주하고 있었지만, 폴란드에서는 러시아의 영향력을 떨쳐내려는 바르 동맹에 의한 전쟁이 계속되었고 국토는 황폐해져 갔다. 게다가 코리의 농민 반란과 우크라이나 코자키의 봉기도 겹쳐 폴란드의 국제적 지위는 약해지기만 했다. 더욱이 러시아의 조력으로 폴란드 국왕이 되었던 스타니스와프 2세 아우구스트는 권력기반이 약해졌음에도 불구하고, 독립을 강하게 지향하였다. 점차 러시아는 폴란드를 보호국으로 두는 방안에 무게를 두지 않게 되었다.
주변 3국은 무정부 상태인 폴란드의 안정을 회복한다는 명목 하에 국경을 넘어 폴란드 외곽을 점령했는데, 이는 명백히 영토적 야심에 따른 것이었다.
러시아가 두너레 공국군(群)을 제압한 뒤, 하인리히는 형 프리드리히 2세나 오스트리아 대공 마리아 테레지아를 설득해 러시아가 오스만 땅이 아닌 폴란드 땅을 얻는 흐름을 만들었다. 오랫동안 왕령 프로이센의 병합을 바라왔던 프로이센의 압력 끝에 제1차 폴란드 분할이 이루어졌다.
폴란드 분할은 오스만 제국과의 동맹을 꾀하던 합스부르크 제국이 발칸 반도에서의 영토 확장을 포기하는 대가가 되었다. 또한 합스부르크 제국에 가까이에 있던 러시아군도 몰다비아에서 철수하였다.
1771년 11월 3일 일어난 바르 동맹의 스타니스와프 2세 유괴 미수 사건은 폴란드가 무정부 상태에 있다는 주장과 폴란드의 국토와 시민을 '보호한다'는 주변국들의 구실을 정당화시켰다.

### 분할 개시
1771년까지 이미 합스부르크 제국은 스피슈를 차지했고 프로이센은 라우엔부르크 뷔토프를 폴란드-리투아니아 공화국으로부터 얻었다. 1772년 2월 6일에는 상트페테르부르크에서 프로이센과 러시아가 합의를 맺었고 19일에는 빈에서 분할 합의가 조인되었다.
또한 이에 앞서 8월 초 러시아, 프로이센, 합스부르크 제국군이 동시에 폴란드를 침공하여 약속한 영토를 점령하였다. 8월 5일, 3개국은 각각의 영토 획득을 존중하는 합의를 맺었다.
바르 동맹군은 이전에 지원을 받던 합스부르크 제국의 영토에서 나올 수 밖에 없게 되었다. 합스부르크 제국은 러시아-프로이센 동맹에 참가하여 바르 동맹의 성채를 공격하기 시작했다. 1772년 4월 말에는 크라쿠프의 바벨 성이, 7월 말에는 티니에츠 성이 함락되었고, 쳉스토호바에서는 카지미에시 푸와스키가 저항을 이어갔으나 8월에 패배했다. 최종적으로 바르 동맹은 패배했고 참여자들은 국외로 망명하거나 러시아에 잡혀서 시베리아로 추방되었다.

### 영토 배분

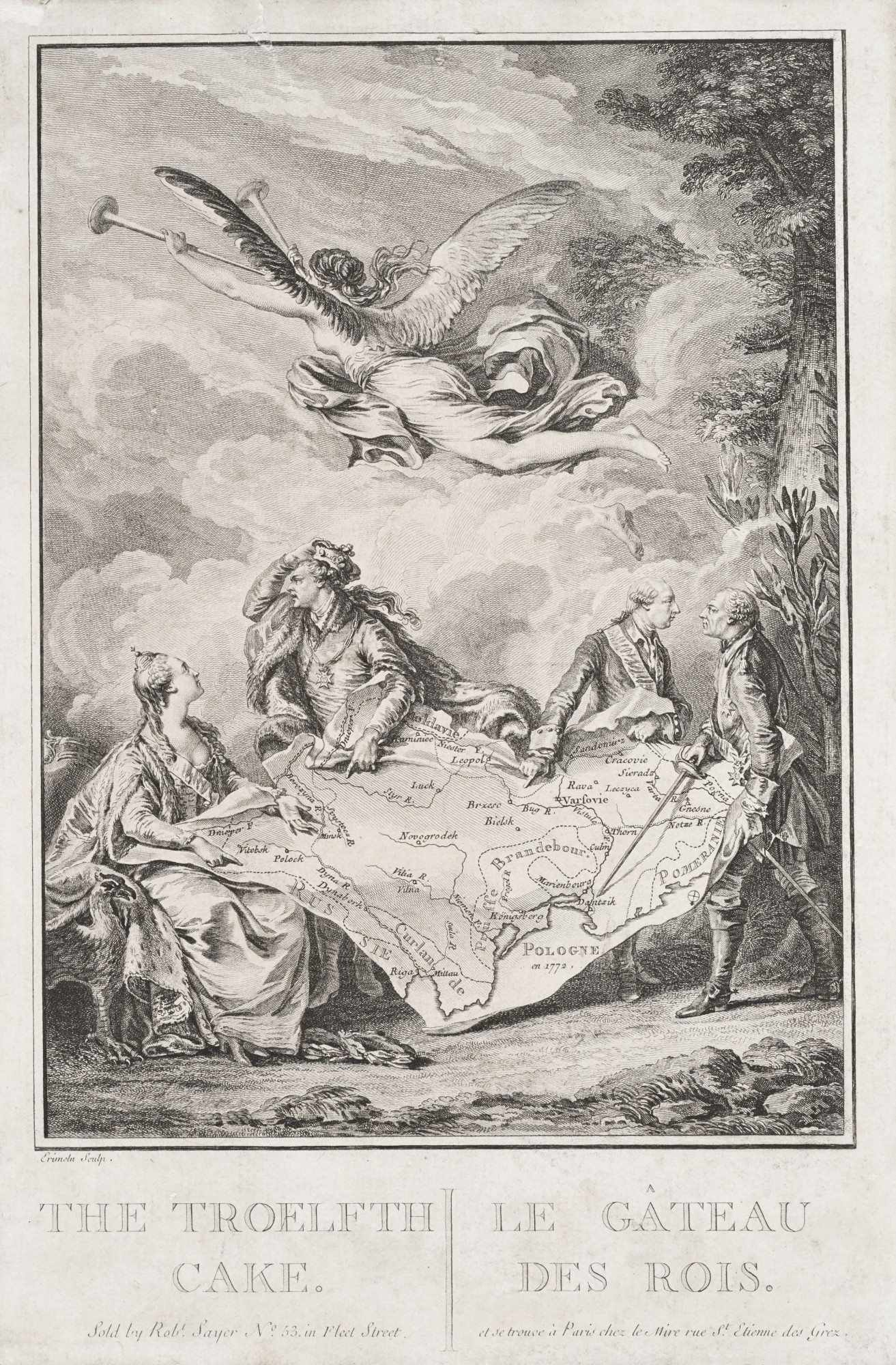
왕들의 케이크, 1773년 프랑스의 장 미셸 모로가 제1차 폴란드 분할을 그린 알레고리

1772년 9월 22일, 삼국은 분할 조약을 비준했다. 이는 프리드리히 2세에게는 대성공이었다. 프로이센이 획득한 지역은 삼국의 몫 중 가장 작았지만 월등히 발전하여 전략적으로도 중요한 땅이었다. 프로이센은 바르미아를 포함한 왕령 프로이센의 거의 전체를 획득했다. 이로써 오랫동안 월경지였던 동프로이센과 브란덴부르크가 연결되었다. 또한 노테치 강가의 비엘코폴스카 북부, 쿠야비 북부도 획득했지만, 그단스크와 토룬은 빼앗지 못했다. 프로이센은 1773년 병합한 영토를 서프로이센주로 삼았다. 전체적으로 프로이센은 3만6000km2의 영토와 60만 명의 인구를 손에 넣었다. 프리드리히 2세는 즉시 이 지역에 독일 정착민을 보내 적극적으로 독일화를 추진해 나갔다. 그는 폴란드 포메라니아에 2만 6000명의 독일인을 정착시켰고, 당시 약 30만 명 정도의 주민에게 독일화를 강요했다. 노테치와 구 왕령 프로이센에서는 인구의 54%, 도시 주민의 75%가 독일어를 하는 개신교 신자가 되었다. 18세기에는 이러한 상황을 근거로 독일의 민족주의적 역사가들이 폴란드 분할을 정당화하였으나 이는 분할 당시의 상황에는 해당되지 않는다. 애초에 독일 문화에 대해 부정적이었던 프리드리히 2세는 오히려 제국주의 정책을 추구하고 있었다.
프로이센 왕국의 동서를 잇는 새 영토는 경제적으로도 중요했다. 프로이센은 폴란드에게서 바다를 빼앗는 모양이 되어 폴란드-리투아니아 공화국의 대외 무역을 80% 이상 지배하게 되었다. 여기에 고관세 정책을 시행하여 프로이센은 폴란드-리투아니아 공화국의 붕괴를 가속화시켰다.
마리아 테레지아의 반대에도 불구하고 분할에 참여한 벤첼 안톤 폰 카우니츠는 오스트리아가 획득한 땅은 보상으로 충분하다고 생각했다. 분할에 가장 소극적이었음에도 불구하고 결국 합스부르크 제국은 삼국에서 가장 많은 인구(265만 명)와 두 번째로 광대한 영토(8만3000km2)를 얻었다. 그 영역은 자톨, 오시비엥침, 크라쿠프현과 산도미에시현의 일부와 보흐니아와 비엘리치카의 소금 광산을 포함한 마워폴스카의 일부, 크라쿠프를 제외한 갈리치아 전역이다.
러시아가 획득한 북동부는 광대하지만 경제적으로는 가장 가치가 낮았다. 러시아가 얻은 것은 대략적으로 다우가바 강, 드루츠 강, 드니프로 강 동쪽으로 비쳅스크, 폴라츠크, 무스치슬라우를 포함한 벨라루스도 병합했다. 러시아는 9만2000km2의 영토와 130만 명의 인구를 손에 넣고 일부를 노브고로드현의 일부로 하고 나머지 지역에 프스코프현과 모길료프현을 설치했다. 1772년 5월 28일 자하르 체르니셰프가 새 영토의 총독으로 임명되었다.
원래 73만 3000km2의 영토와 1400만 명의 인구를 가지고 있던 폴란드-리투아니아 공화국은 제1차 분할로 인해 21만1000km2(30%)와 400만 명에서 500만 명(3분의 1)을 잃었다.

### 이후

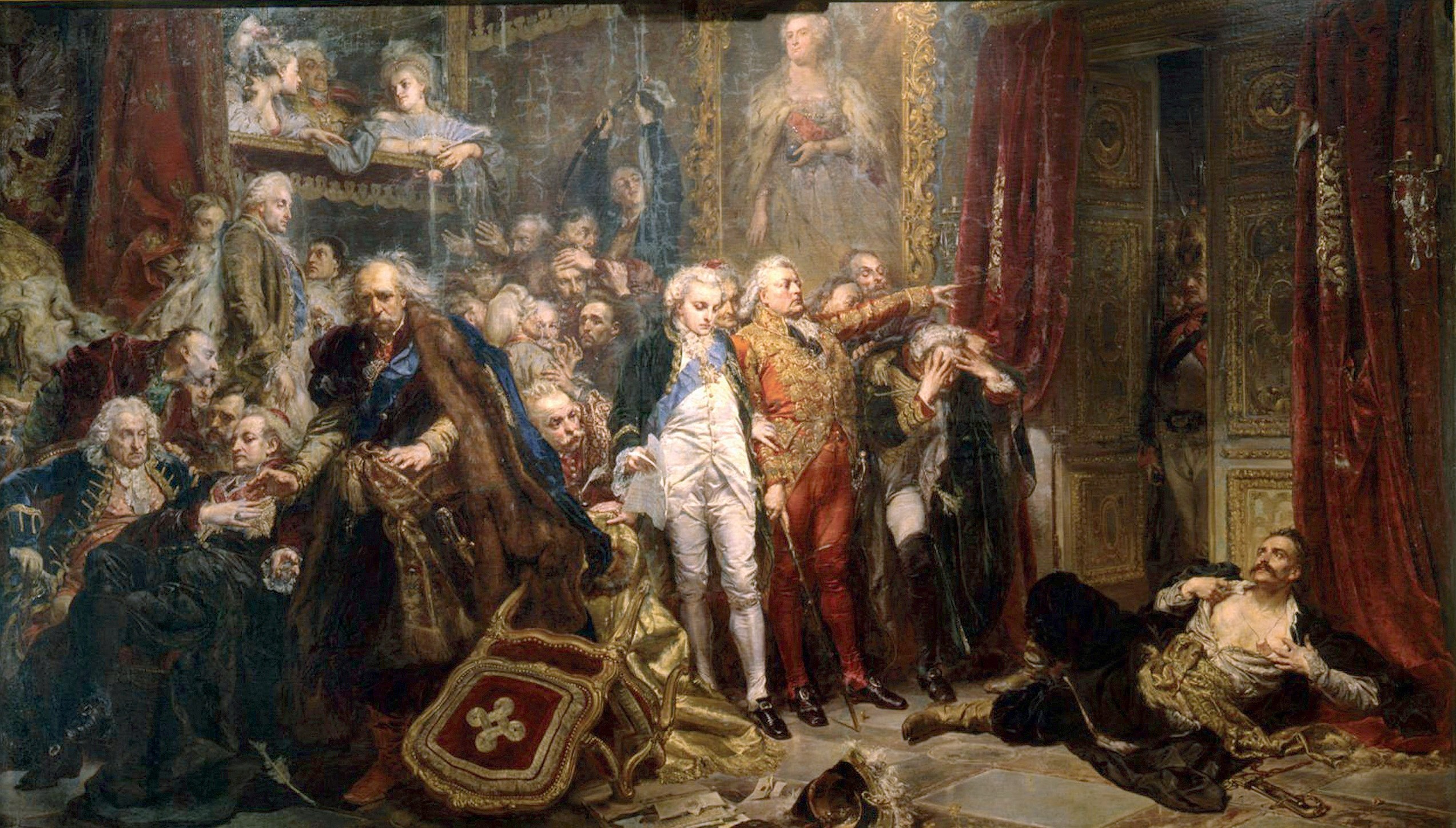
레이탄, 또는 폴란드의 조락(凋落), 얀 마테이코의 1866년 유채화 282x487cm, 바르샤바 왕궁 소장

광대한 영토 확장을 이룬 삼국은 폴란드 국왕 스타니스와프 2세 아우구스트에게 세임을 열어 분할을 승인할 것을 요구했다. 스타니스와프 2세 아우구스트는 서유럽이 개입할 것으로 믿고 세임 개최를 주저했다. 그러나 각국의 반응은 극히 냉담하여 분할에 반대하는 목소리를 낸 것은 에드먼드 버크 등 소수였다.
폴란드에 구원의 손길이 뻗치지 못한 채 삼국 연합군이 바르샤바를 점령하고 세임 개최를 강제했다. 러시아 사절인 오토 마그누스 폰 슈타켈베르크는 반대하면 바르샤바를 파괴하겠다며 상원의원들을 위협했다. 처형, 영지 몰수, 추가적인 국토 분할 등 다양한 협박이 이루어졌고 일부 상원 의원은 러시아군에게 체포되어 시베리아에 유배되었다.
폴란드 세이미크(지방 의회)는 세임에 참여할 하원 의원 선출을 거부하며 저항했다. 결국 평소의 절반 이하 의원들만 모인 상태에서 세임이 개최되었다. 의장은 미하우 히에로님 라지비우와 아담 포닌스키였지만 후자는 러시아에 매수된 수많은 폴란드 귀족 중 하나였다. 이때의 세임은 '분할 세임'으로 알려져 있다. 자유거부권의 행사를 저지하기 위해 포닌스키는 통상의 세임에서 연맹 세임으로 이행시키고 다수결을 도입했다.
여기에는 타데우시 레이탄과 사무엘 코르사크, 스타니스와프 보흐셰비치 등 일부 인물이 격하게 저항했지만, 결국 상원에서 높은 지위에 있던 포닌스키, 라지비우, 주교 안제이 뭐지에요프스키, 이그나치 야쿠프 마살스키, 안토니 카지미에시 오스트로프스키(폴란드 대주교) 등이 강행했다. 세임은 30인 위원회를 설립하고 1773년 9월 18일, 위원회는 조약을 조인하여 상실한 모든 영토에 대한 청구권을 포기했다.

## 제2차 분할
1791년 폴란드의 스타니스와프 아우구스트 포니아토프스키 국왕은 5월 3일 헌법을 제정하여 입헌군주제 개혁에 나섰으나, 이에 반대한 보수파가 왕국 중앙 정부의 축소와 귀족의 권력 유지를 노리며 타르고비차 연맹을 결성하였다. 보수파는 예카테리나 2세에 지원을 요청하였고, 러시아 제국은 선전포고 없이 폴란드 왕국과 전쟁을 단행했다(폴란드-러시아 전쟁).
러시아군은 폴란드로 진격해오면서 전선이 길어졌다. 이런 상황은 폴란드에 유리했으나, 1792년 이길 가망이 없다는 조언을 들은 스타니스와프 2세와 개혁파는 타르고비차 연맹과 타협했다. 이로써 전쟁 비용은 축소되었으며 전쟁은 중단되었다.
제2차 폴란드 분할(폴란드어: II Rozbiory Polski)은 그 직후, 1793년 1월 23일 프로이센이 러시아와 단행하였다. 러시아는 리투아니아의 백러시아 지방과 서부 우크라이나 지방을 얻었고, 프로이센은 단치히, 토룬, 마조비아의 일부 지방을 얻었다. 오스트리아는 프랑스 왕비인 마리 앙투아네트로 인해 프랑스 혁명에 휘말려서 2차 분할에 참여하지 못했다. 1794년 타데우시 코시치우슈코가 개혁파를 중심으로 한 의용군을 이끌어 러시아군과 싸웠으나 진압되었다(코시치우슈코 봉기).

### 배경
1717년 침묵의 세임 이후 폴란드-리투아니아 공화국은 사실상 러시아의 보호국으로 전락했으며 1772년에는 러시아, 프로이센, 합스부르크 제국에 의해 제1차 폴란드 분할을 당했다. 1790년 폴란드는 러시아의 압박을 물리치고 재기를 꾀하기 위해 폴란드-프로이센 동맹을 체결했다. 프로이센은 동맹으로 폴란드를 자국의 세력권에 편입시키려고 했으나 그 의도를 읽지 못하고 단순하게 배후국으로서의 프로이센을 기대했던 폴란드는 국내 개혁을 차차 진행시켰다. 1791년 혁신적인 5월 3일 헌법이 채택하였고 부르주아지에 참정권을 부여하였으며 자유거부권을 폐지하는 등 렙닌 세임 이후 이루어진 외국의 내정 간섭을 배제하였다. 그러나 주변국들은 이러한 개혁이 폴란드의 부활과 강대화로 이어질 것으로 우려했다. 더구나 이들 개혁은 러시아의 인가를 받지 않고 진행되었기 때문에 폴란드를 속국으로 여겼던 러시아 황제 예카테리나 2세의 분노를 일으켰으며 폴란드는 프랑스 혁명 세력과 강한 관계가 있는 자코뱅주의에 빠졌다는 비난을 받았다. 1792년 러시아는 폴란드 리투아니아 공화국을 침공했다.

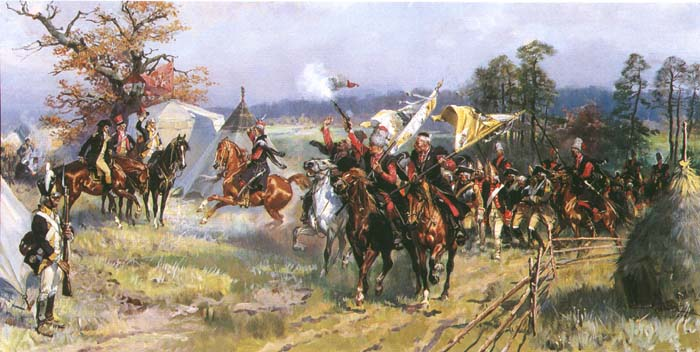
1792년 지엘렌체 전투에서 철퇴하는 폴란드군(보이치에흐 코사크 작)

폴란드-러시아 전쟁은 5월 3일 헌법 수호를 요구하는 개혁파와 러시아 제국, 이들을 불러들인 폴란드 보수파 마그나트(타르고비차 연맹) 연합군의 싸움이었다. 보수파는 과거 자신들이 누리던 황금의 자유를 러시아가 부활시켜 줄 것이라고 믿었다. 프로이센에 버림받은 폴란드군(개혁파)은 압도적인 열세 속에서도 유제프 포니아토프스키 대공과 타데우시 코시치우슈코 등의 분전으로 수차례 승리를 거뒀지만, 갑자기 폴란드 국왕 스타니스와프 2세 아우구스트가 러시아에 항복하면서 이들의 노력은 물거품이 되었다. 스타니스와프 2세 아우구스트는 러시아의 요구대로 타르고비차 연맹에 가입해 개혁을 포기했다.
러시아에서는 이 전쟁은 폴란드의 재분할을 노리는 영토적인 야심이 원인으로 원래 폴란드를 보호국으로 간주했기 때문에 그 영토를 빼앗는 데 주변국에 대한 배려는 불필요하다고 생각했다. 그러나 이를 자국의 영토 확대 기회로 본 프로이센 국왕 프리드리히 빌헬름 2세가 개입하여 프로이센이 폴란드와의 동맹을 파기하고 러시아를 간접적으로 도운 것을 생색내면서 제1차 대프랑스 대동맹을 결성하여 혁명 프랑스와 싸우는 대가로 프로이센에게도 폴란드 영토의 일부를 나누어 달라고 요구했다. 프로이센은 그해 9월 20일 발미 전투에서 패배했으며 그 대가로 러시아의 폴란드 영토 병합을 인정했다. 그로 인해 러시아는 프로이센의 요구를 빠르게 받아들였다.

### 분할 조약

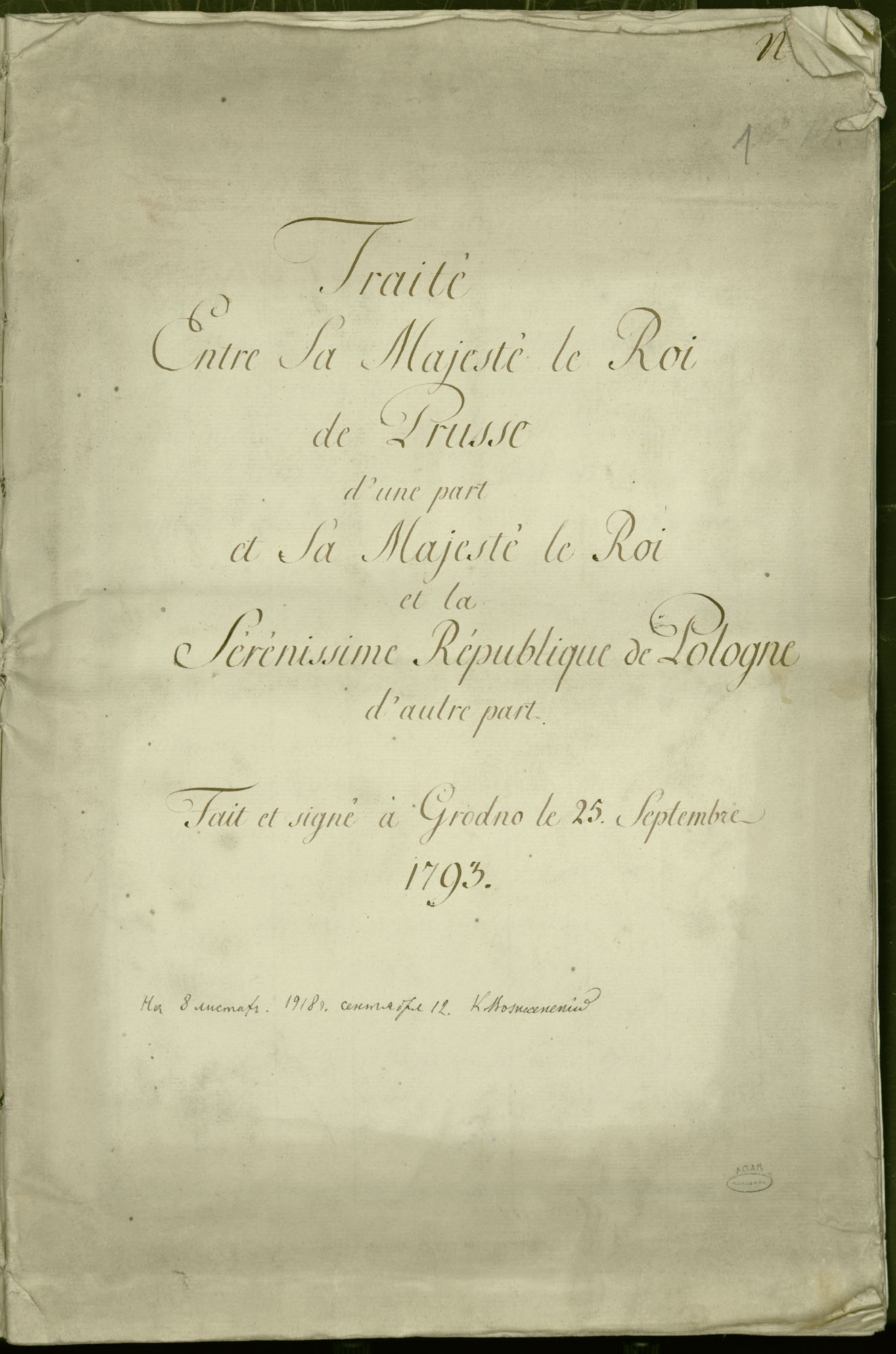
1793년 체결된 프로이센과 폴란드 간의 흐로드나 조약(프랑스어)

1793년 1월 23일 프로이센은 러시아와 조약을 맺어 폴란드의 여러 개혁을 포기시키고 그 영토를 분할하기로 합의했다. 러시아는 이미 획득 예정지를 점령한 상태였고 이후 폴란드 서부를 침공한 프로이센군도 거의 저항을 받지 않았다. 1793년 러시아군의 감시 아래, 흐로드나 세임이 열렸다. 이는 폴란드-리투아니아 공화국의 마지막 세임이었을 뿐 아니라 러시아가 의원들을 매수 또는 협박을 해서 완전히 장악했던 것으로 악명이 높다. 러시아와 프로이센은 세임을 열어 폴란드인에게 승인을 얻음으로써 분할을 법적으로 정당화한 것이다.
러시아 제국은 25만km2, 프로이센 왕국은 5만8000km2의 영토를 획득하였다. 폴란드-리투아니아 공화국은 30만 7000km2을 상실하여 국토 면적이 21만 5000km2가 되었다.

#### 러시아의 획득지
러시아가 획득한 영토는 키이우현, 브라츠와프현, 포딜리야현, 민스크현, 빌뉴스현 일부, 나바흐루다크현 일부, 브레스트-리토프스크현 일부, 볼히니아현 일부이다. 이는 7월 22일 흐로드나 세임에서 승인되었다. 러시아는 새 영토를 민스크현, 이자슬라우현로 개편하였다. 이자슬라우 주는 1795년 포딜리야현와 볼히니아현으로 나뉘었다.

#### 프로이센의 획득지
프로이센이 획득한 영토는 그단스크(단치히), 토룬, 그니에즈노 주, 포즈난현, 시에라츠현, 칼리시현, 프워츠크현, 브셰시치쿠야프스키현, 이노브로츠와프현, 도브신 지방, 크라쿠프현 일부, 라바현 일부, 마조프셰현 일부이다. 이는 흐로드나 세임에서 9월 23일 혹은 25일에 승인되었다(문헌에 따라 차이가 있다). 프로이센은 새 영토를 남프로이센으로 재편했다.
폴란드-리투아니아 공화국의 인구는 약 500만 명이 줄어 약 400만 명이 되었다.
이제 폴란드는 괴뢰국이자 완충국이 되었고 폴란드군은 축소되어 러시아군이 각지에 주둔하게 되었다.

### 이후
제2차 분할을 예상하지 못하고 러시아에 무릎을 꿇었던 타르고비차 연맹과 스타니스와프 2세 아우구스트의 명성은 땅에 떨어졌다. 한편 개혁파는 폴란드 국내에서 강한 지지를 받게 되었다. 1794년 3월, 개혁파 타데우시 코시치우슈코가 이끄는 코시치우슈코의 봉기가 일어났다. 그러나 이 반란은 11월에 진압되었고, 결국 1795년 제3차 폴란드 분할이 실시되어 폴란드-리투아니아 공화국은 지상에서 사라졌다.

## 제3차 분할
코시치우슈코 봉기가 진압된 후 1795년 10월 24일 실시된 제3차 폴란드 분할에 따라 러시아는 쿠를란트와 리만 강 동부의 리투아니아 영토를 얻었으며, 프로이센은 바르샤바를 포함한 마조비아 전역과 리만 강 서부의 리투아니아 영토를 얻었으며, 오스트리아는 크라쿠프와 소폴란드 지방의 전역을 합병하였다. 이로써, 폴란드는 오스트리아·프로이센·러시아 3국에 의해 영토가 완전히 분할되면서 폴란드-리투아니아는 지도상에서 완전히 사라졌다. 러시아와 오스트리아는 제1차 대프랑스 동맹에 남아 있는 것보다는, 이와 같이 폴란드를 분할하여 점령하는 것을 택하였다. 폴란드의 주권은 1918년 제1차 세계 대전이 종식되면서 회복되었다.
분할에 참여한 삼국은 모든 역사적 배경에서 폴란드의 이름을 지우기로 합의했고 백과사전 등에서도 폴란드 항목이 사라졌다. 공문서에서 언급할 때는 폴란드 대신에 마조프셰와 같은 지역명을 사용하게 되었다. 이러한 폴란드 억압 정책은 폴란드인의 종주국에 대한 수많은 봉기를 유발했다. 현대 폴란드에서도 제3차 분할에 대한 역사 연구 분야나 일반 논설의 장에서, 특히 폴란드-러시아 관계의 관점에서 논의의 대상이 되고 있다. 러시아는 제3차 분할에서 가장 광대한 영토와 최대의 부를 얻어 당시 유럽의 최강국 중 하나가 되었다.

### 배경
1772년 제1차 폴란드 분할 이후 폴란드 국왕 스타니스와프 2세 아우구스트는 망국의 언저리에 있던 폴란드-리투아니아 공화국을 부흥시키기 위하여 개혁파와 짜고 군사, 정치, 경제, 사회에 대한 다양한 개혁을 실행해 나갔다. 이 개혁운동은 1791년 5월 3일 헌법이 채택되면서 최고조에 달했다. 이 헌법에서는 삼권분립이 주창되었고 부르주아지에 참정권이 주어졌으며 농노제 등 수많은 귀족 특권을 폐지했다. 게다가 폴란드의 국제적 위상을 높이기 위해 스타니스와프 2세 아우구스트는 1790년 프로이센에 약간의 영토를 할양하는 대가로 폴란드-프로이센 동맹을 체결했다. 그러나 폴란드의 개혁을 자코뱅주의적이라며 위험하게 여긴 러시아는 1792년 폴란드를 침공했다. 폴란드-러시아 전쟁에서 프로이센은 폴란드를 버리고 동맹을 파기했으며 폴란드의 특권 유지를 요구하는 마그나트는 타르고비차 연맹을 결성하고 러시아에 가담하였다. 폴란드의 패배로 5월 3일 헌법은 폐지되었고 제2차 폴란드 분할이 실시되었다. 도브신, 쿠야프스키, 비엘코폴스카의 대부분은 프로이센에, 몰다비아에서 리보니아에 이르는 리투아니아의 광대한 동부 지역은 러시아에 할양되었다. 폴란드의 국토는 제1차 분할 전의 3분의 1까지 축소되었다.
여러 주변국에 의한 거듭된 굴욕과 억압으로 인해 폴란드인은 프랑스 혁명의 영향을 받아 결국 러시아·프로이센에 봉기하였다. 1794년 3월 24일 타데우시 코시치우슈코가 이끄는 폴란드군이 폴란드 전역에서 봉기를 호소하면서 코시치우슈코 봉기가 일어났고, 프로이센령 폴란드에서도 얀 동브로프스키 등이 비엘코폴스카 봉기를 일으켰다. 이들은 러시아군·폴란드군을 상대로 몇 차례 승리를 거뒀지만 결국 러시아 황제 예카테리나 2세와 프로이센 국왕 프리드리히 빌헬름 2세의 빠른 대처로 11월까지 진압되었다. 코시치우슈코는 마치에요비체 전투에서 낙마하여 잡히기 직전에 "(이것이) 폴란드의 끝"(라틴어: Finis Poloniae)이라고 외쳤다고 전해진다.

### 분할 조약
1795년 10월 24일 합스부르크 제국, 프로이센, 러시아 대표가 만나 폴란드-리투아니아 공화국 분할을 협의했고, 1797년 1월 26일 분할 조약을 조인했다. 합스부르크 제국은 서갈리치아와 남마조프셰를 병합하여 약 120만 명의 인구를 획득하였다. 프로이센은 포들라스키에, 마조프셰의 나머지, 바르샤바를 병합하여 약 100만 명의 인구를 획득하였다. 러시아는 빌뉴스를 포함한 나머지를 병합해 약 120만 명의 인구를 얻었다. 제1차 분할, 제2차 분할과 다르게 협상에 폴란드 대표는 참석하지 않았다.

폴란드 국왕 스타니스와프 2세 아우구스트는 3차 분할 합의 한 달 만인 11월 25일 삼국에 의해 강제 퇴위되었다. 스타니스와프 2세는 예카테리나 2세의 전리품으로 상트페테르부르크로 보내졌으며 이후 1798년 사망한다. 또한, 삼국은 폴란드라는 국명을 말소하기로 합의했다.
폴란드 왕국에 대한 기억을 살려낼 수 있는 모든 것을 없앨 필요가 있기 때문에, 그 실체를 파기하는 것이 중요하다. 조약 체결국은 그 이름을 자신의 것으로 포함하지 않기로 약속했다. 폴란드의 국명 혹은 그것을 지지하는 것은 지금부터 영원히 억제해야 한다.

### 이후
제3차 분할 이후 독립국가로서의 폴란드는 123년 동안 자취를 감추었다. 멸망 후 폴란드의 정치인, 지식인, 혁명가들은 유럽 전역으로 망명했다. 이것이 이른바 폴란드인 대이주의 시작이었다. 이들은 곳곳의 옛 폴란드 땅에서 봉기하거나 나폴레옹 1세의 군대에 들어가 폴란드 부활을 시도했다. 또 폴란드의 시인과 예술가들은 조국의 자유를 바라며 폴란드 낭만주의 운동을 벌였다. 1807년 나폴레옹 1세에 의해 프랑스의 위성국으로 바르샤바 공국이 성립되었으나 1815년 빈 회의에서 폐지되었다. 이후 러시아의 괴뢰국으로 폴란드 입헌 왕국이 성립되었다. 이 왕국도 러시아의 동군연합으로 완전히 러시아 지배 하에 놓인 이름뿐인 국가였으나 11월 봉기가 실패하면서 이것마저 해체되고 폴란드인에게 여러 억압이 가해졌다. 여기에 러시아는 폴란드를 공식적으로 러시아 제국의 일부로 삼았다. 폴란드 재독립은 1918년 제1차 세계대전 끝에 러시아 제국이 붕괴하고 베르사유 조약으로 폴란드인의 주권국가 설립이 인정될 때까지 기다려야 했다.

## 영향
1919년 제1차 세계대전 이후, 폴란드는 독립을 회복한다. 그 당시, 폴란드는 서우크라이나 인민공화국의 독립을 무력으로 억압하였다(폴란드-우크라이나 전쟁). 또한 우크라이나-소련 전쟁에 개입하였다(폴란드-소비에트 전쟁). 전후 러시아 소비에트 연방 사회주의 공화국과 맺은 강화조약으로 우크라이나와 벨라루스의 분할이 이루어졌다.

## 넓은 의미의 폴란드 분할
다음 역사적 사건들은 넓은 의미에서 폴란드 분할에 포함된다.
- 제4차 폴란드 분할: 1815년 빈 회의에 따른 바르샤바 공국 해체.
- 폴란드 입헌왕국 편입: 1832년 러시아 제국에 편입.
- 크라쿠프 자유시 편입: 1846년 오스트리아 제국에 편입.
- 제5차 폴란드 분할: 1939년 제2차 세계대전 때 나치 독일과 소련이 실시한 폴란드 제2공화국 분할. (독소 불가침 조약, 폴란드 침공, 독일-소련 경계 우호 조약 참조)

## 폴란드 분할 면적 비교
| 분할    | 오스트리아( 오스트리아 제국) | 오스트리아( 오스트리아 제국) | 프로이센                 | 프로이센 | 러시아 제국               | 러시아 제국 | 총 면적                   | 총 면적 | 폴란드의 남은지역         | 폴란드의 남은지역 |
| 분할    | 면적                         | %                            | 면적                     | %        | 면적                      | %           | 면적                      | %       | 면적                      | %                 |
| ------- | ---------------------------- | ---------------------------- | ------------------------ | -------- | ------------------------- | ----------- | ------------------------- | ------- | ------------------------- | ----------------- |
| 1772년  | 81,900 km2 (31,600 mi2)      | 11.17%                       | 36,300 km2 (14,000 mi2)  | 4.95%    | 93,000 km2 (36,000 mi2)   | 12.68%      | 211,200 km2 (81,500 mi2)  | 28.79%  | 522,300 km2 (201,700 mi2) | 71.21%            |
| 1793년  | —                            | —                            | 57,100 km2 (22,000 mi2)  | 7.78%    | 250,200 km2 (96,600 mi2)  | 34.11%      | 307,300 km2 (118,600 mi2) | 41.90%  | 215,000 km2 (83,000 mi2)  | 29.31%            |
| 1795년  | 47,000 km2 (18,000 mi2)      | 6.41%                        | 48,000 km2 (19,000 mi2)  | 6.54%    | 120,000 km2 (46,000 mi2)  | 16.36%      | 215,000 km2 (83,000 mi2)  | 29.31%  | —                         | 0%                |
| 총 합계 | 128,900 km2 (49,800 mi2)     | 17.57%                       | 141,400 km2 (54,600 mi2) | 19.28%   | 463,200 km2 (178,800 mi2) | 63.15%      | 733,500 km2 (283,200 mi2) | 100%    |                           |                   |

## 같이 보기
- 국왕 자유 선거
- 폴란드 왕위 계승 전쟁
- 나폴레옹 전쟁
- 틸지트 조약
- 쇤브룬 조약
- 갈리치아
- 커즌선
- 폴란드 제2공화국
- 폴란드 A와 폴란드 B

### 내용주
1. ↑  스웨덴과 리투아니아 대공국에 의한 케다이냐이 합병은 좌절되었지만, 이미 스웨덴-폴란드 전쟁으로 분할되었던 리보니아 북부가 1660년 올리바 조약에 의해 할양되어 스웨덴령 리보니아가 되었다
2. ↑  속국, 위성국 등으로 간주되기도 함
3. ↑  바르 동맹의 존재가 명분을 정당화시키는 씨앗으로 여겨졌다.
4. ↑  이 그림에는 폴란드 분할에 참여한 세 나라의 군주가 그려져 있다.왼쪽 끝은 예카테리나 2세, 오른쪽 끝은 프리드리히 2세로 각자 자기 몫을 요구하고 있다. 중앙 오른쪽의 요제프 2세는 자신의 행동에 조금 부끄러워하는 것처럼 보인다(실제로 그는 모제(母帝) 마리아 테레지아의 강력한 반대를 무릅쓰고 분할에 적극 가담했다). 그리고 중앙 왼쪽에는 자신의 왕관을 필사적으로 지키는 스타니스와프 2세 아우구스트가 그려져 있다. 그들의 머리 위에 있는 평화의 천사들은 18세기 문명화된 군주들이 전쟁 없이 타협을 이룬 것을 축복하고 있다. 이 그림은 당시 매우 평판이 나빠 일부 국가에서는 반포가 금지되었다.

### 참조주
1. ↑  Tim Blanning (2016). 《Frederick the Great: King of Prussia》. Random House. p. 688 (316 for reference). ISBN 1400068126.
2. 1 2  Lukowski, Jerzy (2001). 《A concise history of Poland》. Cambridge [England]: Cambridge University Press. ISBN 0-521-55109-9.
3. ↑  Scott, H. M. (2001). 《The emergence of the Eastern powers, 1756-1775》. Cambridge, UK: Cambridge University Press. ISBN 0-511-01891-6.
4. 1 2 3 4 5 6 7 8 9 10 11  “Partitions of Poland | Summary, Causes, Map, & Facts | Britannica” (영어). 2023년 1월 28일에 확인함.
5. 1 2 3 4 5 6 7  “Poland - The First Partition | Britannica” (영어). 2023년 1월 28일에 확인함.
6. ↑  Korman, Sharon (1996). 《The right of conquest : the acquisition of territory by force in international law and practice》. Oxford: Clarendon Press. ISBN 0-19-828007-6.
7. 1 2 3 4 5 6 7 8 9 10 11 12 13 14 15  Corwin, E. H. L. (Edward Henry Lewinski) (1917). 《The political history of Poland》. New York, Polish Book Importing Co.
8. ↑  Pickus, David (2001). 《Dying with an enlightening fall : Poland in the eyes of German intellectuals, 1764-1800》. Lanham, Md.: Lexington Books. ISBN 0-7391-0153-6.
9. ↑  Davies, Norman (2005). 《God's playground : a history of Poland : in two volumes》 Rev.판. Oxford: Oxford University Press. ISBN 0-19-925339-0.
10. ↑  Davies, Norman (1996). 《Europe : a history》. Oxford. ISBN 0-19-520912-5.
11. ↑  Davies, Norman (2005). 《God's playground : a history of Poland : in two volumes》 Rev.판. Oxford: Oxford University Press. ISBN 0-19-925339-0.
12. 1 2  Duch Rzeczypospolitej Jerzy Surdykowski – 2001 Wydawn. Nauk. PWN, 2001, p. 153
13. ↑  Tyniec Fortress held until the end of July 1772
14. 1 2 3  Clark, Christopher M. (2006). 《Iron kingdom : the rise and downfall of Prussia, 1600-1947》. Cambridge, Mass.: Belknap Press of Harvard University Press. ISBN 0-674-02385-4.
15. ↑  Clark, Christopher M. (2006). 《Iron kingdom : the rise and downfall of Prussia, 1600-1947》. Cambridge, Mass.: Belknap Press of Harvard University Press. ISBN 0-674-02385-4.
16. ↑  Davies, Norman (2005년 2월 24일). 《God's Playground A History of Poland: Volume 1: The Origins to 1795》 (영어). OUP Oxford. ISBN 978-0-19-925339-5. Frederick II of Prussia wrote about the participation of Maria Theresa in the first partition in a letter: "The Empress Catherine and I are simple robbers. I just would like to know how the empress calmed down her father confessor? She cried, when she took; the more she cried, the more she took!?
17. ↑  Korman, Sharon (1996). 《The right of conquest : the acquisition of territory by force in international law and practice》. Oxford: Clarendon Press. ISBN 0-19-828007-6.
18. ↑  Сергей А. Тархов. "Изменение административно-территориального деления за последние 300 лет". (Sergey A. Tarkhov. Changes of the Administrative-Territorial Structure of Russia in the past 300 years).
19. ↑  Ю. В. Готье. "История областного управления в России от Петра I до Екатерины II", том II. Издательство Академии наук СССР, Москва/Ленинград 1941; p. 251.
20. ↑  Lukowski, Jerzy (2001). 《A concise history of Poland》. Cambridge [England]: Cambridge University Press. ISBN 0-521-55109-9.
21. ↑  Historia Encyklopedia Szkolna Wydawnictwa Szkolne i Pedagogiczne Warszawa 1993 p. 525

"Opponents were threatened with executions, increase of partitioned territories, and destruction of the capital"
22. ↑  김용구. 《세계외교사》 1995(上 · 下 合本)판. 서울대학교 출판부. 5쪽. ISBN 89-7096-413-4. 러시아와 오스트리아도 對프랑스연합전선에 남아 있는 것보다는 다른 곳에서 보상을 얻고자 하였다. 1795년 1월 폴란드 3차분할이 그중 한 예였다.
23. ↑  Davies, Norman (2005). 《God's Playground. A History of Poland. The Origins to 1795》 I revis판. Oxford University Press. 394쪽. ISBN 978-0-19-925339-5.

## 참고 문헌

#### 제1차 분할
- Herbert H. Kaplan, The First Partition of Poland, Ams Pr Inc (June 1972), ISBN 0-404-03636-8
- Tadeusz Cegielski, Łukasz Kądziela, Rozbiory Polski 1772-1793-1795, Warszawa 1990
- Władysław Konopczyński Dzieje Polski nowożytnej, t. 2, Warszawa 1986
- Tomasz Paluszyński, Czy Rosja uczestniczyła w pierwszym rozbiorze Polski czyli co zaborcy zabrali Polsce w trzech rozbiorach. Nowe określenie obszarów rozbiorowych Polski w kontekście analizy przynależności i tożsamości państwowej Księstw Inflanckiego i Kurlandzkiego, prawnopaństwowego stosunku Polski i Litwy oraz podmiotowości Rzeczypospolitej, Poznań 2006.
- S. Salmonowicz, Fryderyk Wielki, Wrocław 2006
- Maria Wawrykowa, Dzieje Niemiec 1648–1789, Warszawa 1976
- Editor Samuel Fiszman, Constitution and Reform in Eighteenth-Century Poland, Indiana University Press 1997 ISBN 0-253-33317-2
- Jerzy Lukowski Liberty's Folly The Polish–Lithuanian Commonwealth in the Eighteenth Century, Routledge 1991 ISBN 0-415-03228-8
- Adam Zamoyski The Last King of Poland, Jonathan Cape 1992 ISBN 0-224-03548-7

#### 제2차 분할
- Tadeusz Cegielski, Łukasz Kądziela, Rozbiory Polski 1772–1793-1795, Warszawa 1990

#### 제3차 분할
- Davies, Norman. God's Playground: A History of Poland. Revised Edition ed. Oxford: Clarendon Press, 2005.
- Halecki, Oskar. A History of Poland. New York: D. McKay, 1976.
- Lord, Robert. "The Third Partition of Poland." The Slavonic Review Mar. 1925: 481–498. JSTOR. Web. 16 Dec. 2011.
- Steed, Henry Wickham, W. Alison Phillips, and David Hannay. "A Short History of Austria-Hungary and Poland." London: Encyclopædia Britannica, 1914.
- "The History Of Poland." Redirecting... Web. 02 Dec. 2011. http://www.kasprzyk.demon.co.uk/www/history/index.html 보관됨 2018-09-12 - 웨이백 머신.
- "Europa World Online : Log In." Europa World Online : Home. N.p., n.d. Web. 16 Dec. 2011. http://europaworld.com/entry/pl.
- "Partitions of Poland (Polish history) – Britannica Online Encyclopedia." Encyclopedia – Britannica Online Encyclopedia. N.p., n.d. Web. 16 Dec. 2011. Encyclopædia Britannica: Poland.

#### 제1차 분할
- James Fletcher First Partition Of Poland 보관됨 2010-06-12 - 웨이백 머신
- D. B. Horn, review of The First Partition of Poland by Herbert H. Kaplan, The English Historical Review, Vol. 79, No. 313 (October, 1964), pp. 863–864 (review consists of 2 pages), JSTOR
- O. Halecki, Reviewed work(s): British Public Opinion and the First Partition of Poland. by D. B. Horn, American Slavic and East European Review, Vol. 4, No. 3/4 (December, 1945), pp. 205–207 JSTOR
- J. T. Lukowski, Guarantee or Annexation: a Note on Russian Plans to acquire Polish Territory prior to the First Partition of Poland, Historical Research, Vol. 56 Issue 133 Page 60 May 1983, [깨진 링크(과거 내용 찾기)]
- The Three Partitions, 1764–95: First Partition 보관됨 2011-01-11 - 웨이백 머신, Library of Congress Country Study
- The Period of Partitions (1772–1918) – resources
- (폴란드어) Photos of some contemporary documents 보관됨 2007-12-11 - 웨이백 머신
- (폴란드어) Polish-Russian and Polish-Austrian treaties of the First Partition
- Map of the 1st Partition

#### 제2차 분할
- The Period of Partitions (1772–1918) – resources
- The Web Chronology Project: The Second Partition of Poland

#### 제3차 분할
- The Period of Partitions (1772–1918) - 웨이백 머신 (보관됨 2008-04-13) – resources
- Europaworld Online: Poland
- The Partitions of Poland 보관됨 2018-09-12 - 웨이백 머신